# Danville (Arkansas)
Danville is een plaats (city) in de Amerikaanse staat Arkansas, en valt bestuurlijk gezien onder Yell County.

## Demografie
Bij de volkstelling in 2000 werd het aantal inwoners vastgesteld op 2392.
In 2006 is het aantal inwoners door het United States Census Bureau geschat op 2476, een stijging van 84 (3.5%).

## Geografie
Volgens het United States Census Bureau beslaat de plaats een oppervlakte van
11,2 km², waarvan 11,0 km² land en 0,2 km² water. Danville ligt op ongeveer 115 m boven zeeniveau.
De plaats wordt doorsneden door de 27, de Main Street, die de stad van noord naar zuid in tweeën splitst. In het zuiden liggen bosrijke heuvelgebieden.

## Plaatsen in de nabije omgeving
De onderstaande figuur toont nabijgelegen plaatsen in een straal van 32 km rond Danville.